# Algemene literatuurwetenschap
De algemene literatuurwetenschap, ook wel afgekort tot ALW, is de verzamelnaam voor alle disciplines die zich bezighouden met de bestudering van de literatuur in brede, grensoverstijgende zin. Zij kan worden onverdeeld in twee disciplines:
- de comparatistiek of vergelijkende literatuurwetenschap die zich richt op de studie van literaire teksten van uiteenlopende herkomst (naties, cultuurgebieden);
- de algemene literatuurtheorie, die een theoretische reflectie beoogt op de aard van literatuur en de methodologische benaderingen waarmee literatuur onderzocht wordt.

In de algemene literatuurwetenschap heeft zich vooral in de tweede helft van de 20ste eeuw een enorm methodenpluralisme afgetekend, reikend van de tekstimmanente benaderingen (die zich enkele met de tekst-op-zich bezighouden) tot literatuursociologie, onderzoek naar literaire receptie, empirische literatuurwetenschap en postkoloniale literatuurstudie.
Aan universiteiten onderscheidt de algemene literatuurwetenschap zich van vakgebieden als Nederlandse taal- en letterkunde, Engelse taal- en letterkunde, enzovoort, doordat zij niet aan één bepaalde taal gelieerd is.